# Saxtorpsskogen
Saxtorpsskogen is een dorp in de gemeente Landskrona en Kävlinge gelegen in Zweden haar zuidelijkste provincie Skåne. Het dorp heeft een inwoneraantal van 729 en een oppervlakte van 129 hectare.